# 拉德克·贝布尔
拉德克·貝伊布爾（捷克語：Radek Bejbl，1972年8月29日—），寧布爾克人，捷克前足球運動員，司職中場。

## 球會生涯
貝伊布爾在博萊斯拉夫展開他的職業生涯職業，他在18歲就已經是俱樂部一線隊成員，在1991-92球季，他攻入了個人職業生涯中單季上陣28場比賽並最高的九球，繼而協助這支位於布拉格的首都俱樂部以第四位完成該賽季。
在1996年的夏季，貝伊布爾轉會到西班牙首都俱樂部馬德里競技，他在西甲的第一個賽季總共上陣33場比賽，並最終連續兩次幫助床單軍團打入國王盃的決賽（但兩次全敗）。在馬競1999-2000球季保級失敗後，貝伊布爾選擇在2000年夏天離開俱樂部。
貝伊布爾在隨後前往法國加盟法甲俱樂部朗斯，他在首個球季為這支綽號Les Sang et Or的俱樂部上陣26場。他的出色表現幫助俱樂部保級成功。隨後，他回到了老東家布拉格斯拉維亞並效力了三個球季。
貝伊布爾隨後加盟在奧地利首都的俱樂部維也納迅速兩個球季，他奧甲的第二年上陣27場，幫助球隊以第四名完成該賽季並得到來季欧洲足联国际托托杯的參賽資格並順利打入小組賽。在貝伊布爾35歲時，他回到他的國家捷克並在利貝雷茨渡過他職業生涯的最後一個賽季。

## 國家隊生涯
貝伊布爾為捷克國家隊總共上陣56場並打入3球。他也代表捷克出戰1996年歐洲足球錦標賽和2000年歐洲足球錦標賽。他在1996年歐洲足球錦標賽中表現出色，打滿所有比賽，更協助國家隊打進1996年歐洲足球錦標賽決賽，他更在小組賽中對陣意大利的比賽中打入致勝一球，令捷克以2:1擊敗對手。
貝伊布爾首次為捷克上陣是在1995年5月8日，1:1戰平斯洛文尼亞的友誼賽。在天鵝絨分離之前，他曾經代表捷克斯洛伐克國家隊上陣兩場。

## 外部連結
- Template:CMFS player
- BDFutbol檔案 （页面存档备份，存于）
- 拉德克·贝布尔在 National-Football-Teams.com 上的出场纪录